# Kosara
Kosara ili Teodora Kosara (bug. Теодора Косарa), bugarska princeza i dukljanska kneginja.
Kćerka je cara Samuila i carice Agate. Njen otac je zarobio dukljanskoga kneza Vladimira i okovao ga u dvoru u Prespi. Kosara se zaljubila i uz Samuilovu suglasnost se i udala za njega.
Ljetopis popa Dukljanina (glava XXXVI.) izvješćuje što se zbilo s Kosarom nakon Samuilove smrti, te Vladimirove pogibije vjerolomstvom novog bugarskog cara (citat na crnogorskom):
...Žena blaženog Vladimira plakala je velikim plačem, više nego što se može iskazati, mnogo dana. Gledajući, pak, car čudesna djela koja Bog tamo činjaše, dosta se uplaši i naveden kajanjem, dozvoli svojoj rođaci da uzme njegovo tijelo i odnese...
Godine 1019. prenijete su Vladimirove mošti u samostan Sv.Marije Krajinske (Prečista Krajinska), na padinama crnogorske planine Rumije. 
Pop Dukljanin dalje opisuje Kosaru:
"...Žena blaženog Vladimira, Kosara, zamonaši se i živeći pobožno i sveto, u istoj crkvi okonča život i tu bi sahranjena, kod nogu svoga muža..."
Neki povjesničari tvrde da su Vladimir i Kosara imali kćer, no njeno se ime ne zna.